# 谷中麻衣
谷中 麻衣（やなか まい）は、日本の女性声優。主にアダルトゲームに出演。

## 出演作品

### ゲーム
- きのこまち（神茸 舞）
- あまなつ（海野 紗智）
- みるきぃぱぁる 眼鏡っ娘。 Episode6 図書委員犯す!（役名不明）
- みるきぃぱぁる 眼鏡っ娘。 Episode5 巨乳姉妹輪姦す! （役名不明）
- お嬢様組曲（白河 沙絵）
- Sugar+Spice!（深山 彩弥）
- Maple Colors 2（日向 麻衣）
- インチキ霊媒師（秋島 沙夜子）
- カミカゼ☆エクスプローラー!（沼田）
- Fortuna Rhapsody（フェイ）[1]